# アミル・テリゴヴィッチ
アミル・テリゴヴィッチ（ボスニア語: Amir Teljigović、1968年8月17日 - ）は、ボスニア・ヘルツェゴビナ（旧ユーゴスラビア）の元サッカー選手。ポジションはミッドフィールダー。
Kリーグ時代の登録名はアミル（ハングル: 아미르）。

## タイトル

### 個人
- Kリーグアシスト王：1995
- Kリーグベストイレブン：1995